# مريديث إدواردز
مريديث إدواردز (بالإنجليزية: Meredith Edwards) هو كاتب وممثل بريطاني (وحمل سابقاً جنسية المملكة المتحدة لبريطانيا العظمى وأيرلندا)، ولد في 10 يونيو 1917 في المملكة المتحدة، وتوفي بنفس المكان في 8 فبراير 1999.

## وصلات خارجية
- مريديث إدواردز على موقع IMDb (الإنجليزية)
- مريديث إدواردز على موقع إن إن دي بي (الإنجليزية)
- مريديث إدواردز على موقع ديسكوغز (الإنجليزية)
- مريديث إدواردز على موقع قاعدة بيانات الفيلم (الإنجليزية)